# Yıldırım Mert Çetin
Yıldırım Mert Çetin (sinh ngày 1 tháng 1 năm 1997) là một cầu thủ bóng đá Thổ Nhĩ Kỳ thi đấu ở vị trí trung vệ cho câu lạc bộ Thổ Nhĩ Kỳ Gençlerbirliği S.K. ở Süper Lig.

## Sự nghiệp chuyên nghiệp
Yıldırım Mert ra mắt chuyên nghiệp cho Gençlerbirliği S.K. trong trận thua 2-1 tại Süper Lig trước Kayserispor ngày 19 tháng 11 năm 2017.